# Elaphidion mayesae
Elaphidion mayesae es una especie de escarabajo longicornio del género Elaphidion, categorizada en la tribu Elaphidiini, de la subfamilia Cerambycinae. Fue descrita por Ivie en 2007.

## Descripción
Mide 8-19 mm de longitud.

## Distribución
Se distribuye por América: Puerto Rico.